# لودفيغ بلوم
لودفيغ بلوم (بالتشيكية: Ludwig Blum)‏ هو رسام تشيكي، ولد في 24 يوليو 1891 في Brno-Líšeň ‏ في التشيك، وتوفي في 28 يوليو 1974 في القدس في إسرائيل.